# Raschigův proces
Raschigův proces je metoda výroby hydroxylaminu, kterou objevil německý chemik Friedrich Raschig. Hlavní reakcí tohoto procesu, patentovaného roku 1887, je redukce dusitanu hydrogensíranem za vzniku disulfonátu, jehož hydrolýzou vzniká hydroxylamoniumsulfát. Většina takto vyrobeného hydroxylaminu se používá na výrobu kaprolaktamu, jenž je prekurzorem nylonu 6.
V průmyslu probíhá takto:
1. Reakcí amoniaku, oxidu uhličitého a vody se vyrobí uhličitan amonný.
2. Reakcí uhličitanu amonného s oxidy dusíku vzniká zásaditý roztok dusitanu amonného.
3. Dusitan amonný se pomocí oxidu siřičitého převádí na hydroxylamindisulfonát.
4. Hydroxylamindisulfonát se hydrolyzuje na hydroxylamoniumsulfát.